# Edmund "Trotsky" Davies
Pour les articles homonymes, voir Davies.
Edmund Frank "Trotsky" Davies (1900 - 1951, DSO, MC) est un colonel anglais

## Carrière militaire
À la sortie de l'Académie militaire royale de Sandhurst, où il affiche des idées "bolcheviques", il est nommé sous-lieutenant au Royal Irish Rifles [1881-1968] (renommé Royal Ulster Rifles en 1921) le 17 décembre 1919. 
Sous-lieutenant, il sert en Irak avec le 2e bataillon en 1920-21 et gagne la Military Cross au cours de la révolte arabe. Il est instructeur en Inde en 1926-28. 
Capitaine en 1928, il sert en Palestine en 1938-39, où il gagne une seconde Military Cross le 6 mai 1938. 
Commandant le 1er août 1938, il participe à la campagne de France et reçoit une citation le 20/12/40. 
Le 12 août 1943, lieutenant-colonel à titre temporaire avec rang de général de brigade, il est nommé chef de la Mission britannique de liaison du SOE en Albanie. 
Le général Edmund "Trotsky " Davies, les lieutenant-colonels Arthur Nicholls et Neil McLean et le capitaine David Smiley sont photographiés au quartier général de la Mission britannique à Bixha (Albanie) dans Albanian Assignment et dans la traduction de Irregular Regular de D. Smiley.
Le 8 janvier 1944, dans un combat avec les ballistes de Haziz Biçaku, il est blessé au ventre puis livré aux Allemands. C'est le commandant Arthur Nicholls qui prend le commandement de la Mission du SOE.
Davies est ensuite interné au château de Colditz d’août 1944 à avril 1945 ; décoré du Distinguished Service Order le 15/11/45. 
Lieutenant-colonel le 14 mars 1946, il sert en Palestine (cité le 7/01/49), notamment comme gouverneur militaire du quartier de Mea Sharim à Jérusalem. 
Il est promu colonel le 31 décembre 1947. 
Commandant d’une brigade de l’Armée Territoriale, il décède en service d’une crise cardiaque en 1951.